# 红脉珍珠花
红脉珍珠花（学名：Lyonia rubrovenia），为杜鹃花科珍珠花属下的一个植物种。